# Once (Pearl Jam)
"Once" is een nummer van de Amerikaanse rockband Pearl Jam. Het is het openingsnummer van het debuutalbum van de band: Ten uit 1991 (dat in de Verenigde Staten 13 miljoen keer verkocht is). De tekst is geschreven door zanger Eddie Vedder en de muziek door gitarist Stone Gossard.
Op Ten wordt het nummer voorafgegaan door een klein stukje van het verborgen nummer Master/Slave op het album. Master/Slave volgt op het afsluitende nummer Release. Once is de B-kant van de uitgegeven single Alive, de eerste single van Pearl Jam.
Het nummer heeft zijn oorsprong in een instrumentale demo van Stone Gossard getiteld Agytian Crave. Dit nummer belandde samen met vier andere nummers op een demobandje, welke uiteindelijk zanger Eddie Vedder bereikte. Hij zong teksten in voor drie nummers, waaronder Once, en stuurde het bandje naar Seattle.
Vedder heeft de trilogie van Alive, Once en Footsteps beschreven als een ‘mini-opera’ getiteld Mamasan.
Once gaat over een man die door het lint gaat en een serial killer wordt. Vedder zingt onder meer: "You think I got my eyes closed/But I'm lookin' at you the whole fuckin' time..." (Je denkt dat ik mijn ogen gesloten heb, maar ik kijk je de hele tijd aan...).
Het nummer is sinds de vrijgave in 1991 behoorlijk veel op de radio te horen geweest. Once was ook te horen in de Cold Case aflevering "Into the Blue" uit 2009.
Once werd gespeeld tijdens het allereerste concert van Pearl Jam (dat toen nog Mookie Blaylock heette), op 22 oktober 1990. Sindsdien wordt het nummer zeer regelmatig live gespeeld. Pearl Jam heeft Once ook gespeeld tijdens Pinkpop 1992.